# Gualöv
Gualöv är en tätort i Bromölla kommun och kyrkby i Gualövs socken i Skåne.
I Gualöv ligger Gualövs kyrka från 1100-talet. 
Strax utanför Gualöv finns Pestbacken, en sanddyn som uppstod på 1600-talet sedan man hade avverkat skogen i området, något som i sin tur orsakade problem med sandflykt. Pestbacken har planterats med tallskog för att stoppa sandflykten. Vid Pestbackens norra ände ligger pestkyrkogården, ett av en stengärdsgård omgärdat och upphöjt område som avsetts att användas som begravningsplats för pestsmittade. Pestbacken är ett naturreservat och är klassat som riksintresse, Naturvårdsområdet Pestbacken.

## Befolkningsutveckling
| Befolkningsutvecklingen i Gualöv 1960–2020 | Befolkningsutvecklingen i Gualöv 1960–2020 | Befolkningsutvecklingen i Gualöv 1960–2020 | Befolkningsutvecklingen i Gualöv 1960–2020 | Befolkningsutvecklingen i Gualöv 1960–2020 |
| ------------------------------------------ | ------------------------------------------ | ------------------------------------------ | ------------------------------------------ | ------------------------------------------ |
|                                            |                                            |                                            |                                            |                                            |
| År                                         |                                            |                                            | Folkmängd                                  | Areal (ha)                                 |
| 1960                                       | 1960                                       |                                            | 382                                        |                                            |
| 1965                                       | 1965                                       |                                            | 544                                        |                                            |
| 1970                                       | 1970                                       |                                            | 537                                        |                                            |
| 1975                                       | 1975                                       |                                            | 511                                        |                                            |
| 1980                                       | 1980                                       |                                            | 635                                        |                                            |
| 1990                                       | 1990                                       |                                            | 605                                        | 68                                         |
| 1995                                       | 1995                                       |                                            | 587                                        | 68                                         |
| 2000                                       | 2000                                       |                                            | 556                                        | 72                                         |
| 2005                                       | 2005                                       |                                            | 539                                        | 72                                         |
| 2010                                       | 2010                                       |                                            | 530                                        | 72                                         |
| 2015                                       | 2015                                       |                                            | 516                                        | 85                                         |
| 2020                                       | 2020                                       |                                            | 512                                        | 94                                         |
|                                            |                                            |                                            |                                            |                                            |

## Bildgalleri

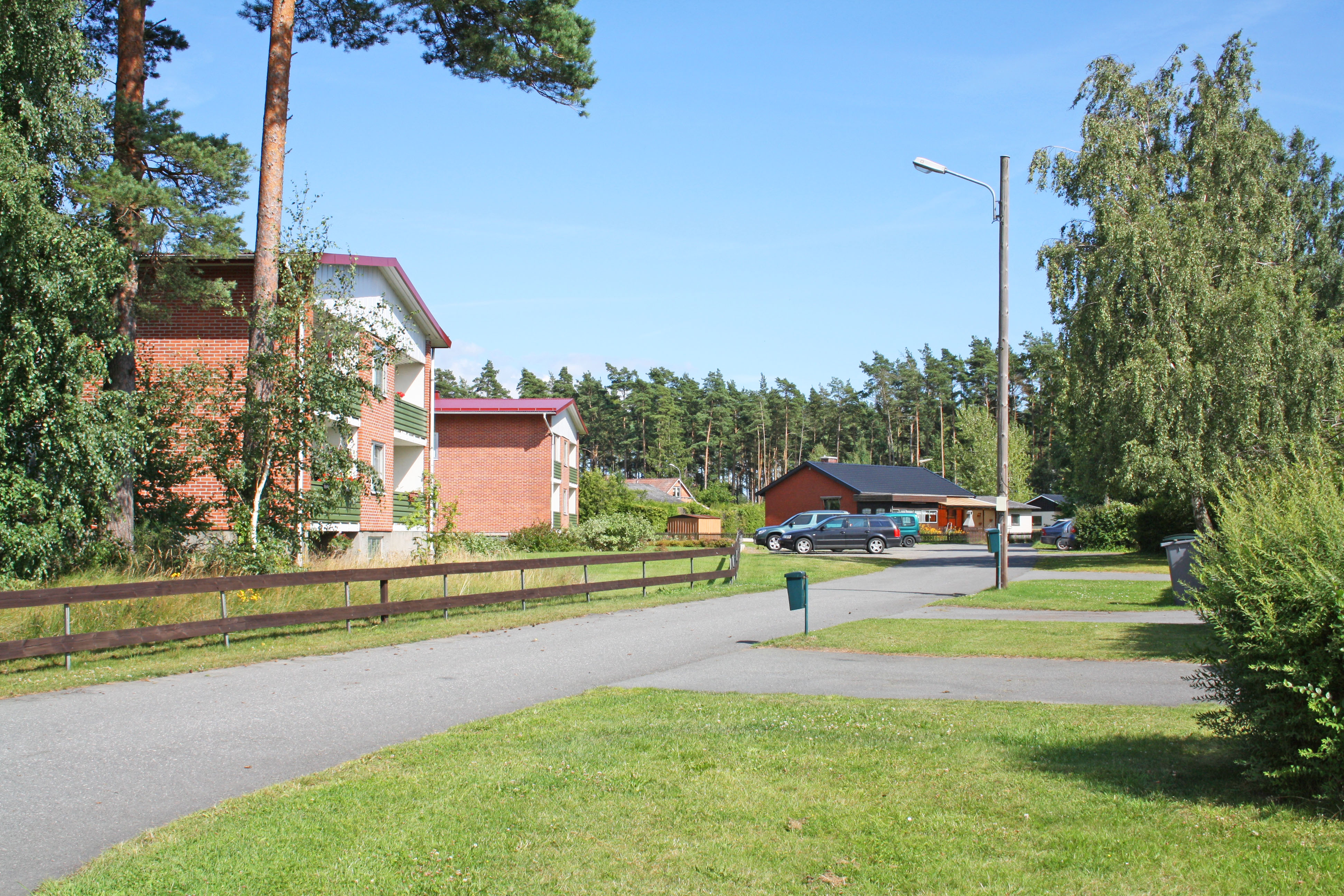
Bakvägen i Gualöv.